# Magshimim
Magshimim (in ebraico מַגְשִׁימִים‎?, letteralmente "adempi del sogno") è un moshav nell'Israele centrale. Situato vicino a Yehud, rientra sotto la giurisdizione del consiglio regionale di Drom HaSharon. Nel 2019 aveva una popolazione di 1 089 abitanti.

## Storia
Il moshav fu fondato nel 1949 da soldati congedati delle forze di difesa israeliane su un terreno che in precedenza apparteneva al villaggio palestinese di Al-'Abbasiyya, che si spopolò durante la guerra arabo-israeliana del 1948. Successivamente si unirono immigrati provenienti da Germania, Iraq e Polonia.

## Economia
Tra le altre cose, l'economia del moshav si basa sulle esportazioni di fiori e sulla produzione di stampatori.